# 황창규
황창규(黃昌圭, 1953년 1월 23일 ~ )는 KT 대표이사 회장을 역임한 대한민국의 기업인이다. 삼성전자 재직 시절, "메모리반도체 집적도는 1년에 두 배씩 늘어난다"는 이른바 황의 법칙을 발표하면서 반도체 분야의 권위자로 인정받았다.

## 학력
- 부산고등학교
- ~ 1976년 서울대학교 전기공학과 학사
- ~ 1978년 서울대학교 대학원 전기공학과 석사
- ~ 1985년 매사추세츠 대학교 애머스트 전자공학 박사

## 경력
- 1985년 8월 ~ 1989년 4월 : 미국 스탠퍼드대 전기공학과 책임연구원
- 1987년 : 미국 인텔사 자문
- 1991년 : 세계VLSI학회 심사위원
- 1992년 1월 : 삼성전자 반도체연구소 이사
- 1993년 : 세계IEDM학회 심사위원
- 1994년 12월 : 삼성전자 반도체연구소 차세대 메모리개발총괄 상무이사
- 1995년 1월 ~ 1997년 12월 : 삼성전자 메모리본부 연구소TD연구위원, 상무이사
- 1997년 : ICVC국제학회 학술위원장
- 1998년 1월 ~ 1999년 1월 : 삼성전자 반도체연구소장 겸 TD팀 팀장, 전무이사
- 1999년 1월 ~ 1999년 12월 : 삼성전자 반도체총괄 반도체연구소 소장, 부사장
- 2000년 1월 ~ 2001년 3월 : 삼성전자 메모리사업부 부장, 대표이사 부사장
- 2001년 3월 : 삼성전자 메모리사업부 부장, 사장
- 2004년 1월 ~ 2008년 5월 : 삼성전자 반도체총괄 겸 메모리사업부 사장
- 2004년 3월 ~ 2008년 : 한국반도체산업협회 회장
- 2008년 5월 ~ 2009년 : 삼성전자 기술총괄 사장
- 2009년 : 한국공학한림원 이사
- 2010년 3월 : 지식경제부(현 산업통상자원부) 최고기술경영자
- 2010년 ~ 2013년 : 국가과학기술위원회 민간위원
- 2010년 ~ 2013년 : 지식경제R&D 전략기획단 단장
- 2011년 : UN 인권정책센터 이사
- 2011년 : 헌법재판소 자문위원
- 2013년 : 성균관대학교 석좌교수
- 2013년 ~ 2020년 : 부산 KT 소닉붐 구단주
- 2013년 ~ 2020년 : KT 위즈 구단주
- 2014년 1월 ~ 2020년 3월 : KT 대표이사 회장
- 한국경영자총협회 부회장
- 2014년 12월 : 세계이동통신사업자협회(GSMA) 이사회 멤버
- 2014년 12월 : 국제전기통신연합(ITU) 유네스코 브로드밴드 위원회 위원

## 수상 경력
- 1994년 삼성전자 특별개발포상
- 2004년 제39회 발명의 날 금탑산업훈장
- 2005년 홍콩 아시아머니 선정 아시아 최고경영자
- 2005년 미국 EIA 기술혁신 리더상
- 2006년 제4회 대한민국 최고과학기술인상
- 2006년 이노우에 아키라 상
- 2006년 IEEE 앤디 그로브상
- 2009년 서울대학교 공대 발전공로상
- 2012년 제22회 자랑스러운 서울대인